# Камфри (Минесота)
Камфри (енгл. Comfrey) град је у америчкој савезној држави Минесота.

## Демографија
По попису из 2010. године број становника је 382, што је 15 (4,1%) становника више него 2000. године.
| Група             | 2000.       | 2010.       |
| Белци             | 365 (99,5%) | 371 (97,1%) |
| Афроамериканци    | 0 (0,0%)    | 1 (0,3%)    |
| Азијати           | 0 (0,0%)    | 0 (0,0%)    |
| Хиспаноамериканци | 0 (0,0%)    | 6 (1,6%)    |
| Укупно            | 367         | 382         |